# Euryphura ithako
Euryphura ithako är en fjärilsart som beskrevs av Stoneham 1935. Euryphura ithako ingår i släktet Euryphura och familjen praktfjärilar. Inga underarter finns listade i Catalogue of Life.